# Jón Axel Guðmundsson
Jón Axel Guðmundsson (Grindavík, 27 ottobre 1996) è un cestista islandese.